# Omar Hoyos
Omar Hoyos (Caguas, 20 dicembre 2001) è un pallavolista portoricano, schiacciatore del Teruel.

## Biografia
Nato e cresciuto a Caguas, si trasferisce in Florida con la famiglia all'età di quattordici anni.

## Carriera

### Club
La carriera di Omar Hoyos inizia nei tornei scolastici della Florida, giocando per la Archbishop McCarthy HS. Dopo il diploma entra a far parte della formazione universitaria della George Mason, con cui partecipa alla NCAA Division I dal 2021 al 2024.
Nella stagione 2024-25 inizia la carriera da professionista in Spagna, dove partecipa alla Superliga de Voleibol Masculina con il Teruel.

### Nazionale
Fa parte della nazionale portoricana under 19 che vince la medaglia di bronzo al campionato nordamericano 2018, mentre con l'under 23 si aggiudica l'argento alla Coppa panamericana 2021.
Nel 2021 debutta in nazionale maggiore in occasione della NORCECA Final Six, andando poi a conquistare il bronzo alla NORCECA Final Four 2023 e ai XXIV Giochi centramericani e caraibici, mentre nel 2024 si aggiudica l'oro alla NORCECA Final Four, bissata nell'edizione 2025, e il bronzo alla Coppa panamericana.

## Palmarès

### Nazionale (competizioni minori)
- Campionato nordamericano under 19 2018
- Coppa panamericana under 23 2021
- NORCECA Final Four 2023
- Giochi centramericani e caraibici 2023
- NORCECA Final Four 2024
- Coppa panamericana 2024
- NORCECA Final Four 2025